# 杨维才
杨维才（1964年2月14日—），男，中国植物分子遗传学家，中国科学院院士，现任中国科学院遗传与发育生物学研究所所长、研究员，中国遗传学会理事长。